# Josef Thaler
Josef Thaler es un deportista austríaco que compitió en luge en las modalidades individual y doble. Ganó dos medallas en el Campeonato Mundial de Luge de 1955, y una medalla en el Campeonato Europeo de Luge de 1956.

## Palmarés internacional
| Campeonato Mundial | Campeonato Mundial | Campeonato Mundial | Campeonato Mundial |
| Año                | Lugar              | Medalla            | Prueba             |
| ------------------ | ------------------ | ------------------ | ------------------ |
| 1955               | Oslo (Noruega)     | Medalla de oro     | Doble              |
| 1955               | Oslo (Noruega)     | Medalla de plata   | Individual         |
| Campeonato Europeo |                    |                    |                    |
| Año                | Lugar              | Medalla            | Prueba             |
| 1956               | Imst (Austria)     | Medalla de bronce  | Doble              |